# چی‌زیت ۴۵۲
چی‌زیت ۴۵۲ (به انگلیسی: CZ 452) یک تفنگ خفیف چکی ساخت شرکت اسلحه‌سازی چک در اوهرسکی برود است که در چهار کالیبر (.22 Long Rifle, .22 WMR, .17 HMR, and .17 HM2) طراحی و تولید می‌شود.این سلاح با نام تجاری BRNO 2 یک سلاح بسیار با کیفیت و شناخته شده در ایران و جهان است از ویژگیهای این سلاح تعداد خان این اسلحه است که دارای 12 خان راست گرد میباشد.دقت و کیفیت ساخت بالای این سلاح باعث شده هنوز هم شرکت CZ چک این سلاح را تولید و در دسترس علاقه مندان به تمرین تیراندازی قرار دهد.